# 베슬리헴 (펜실베이니아주)

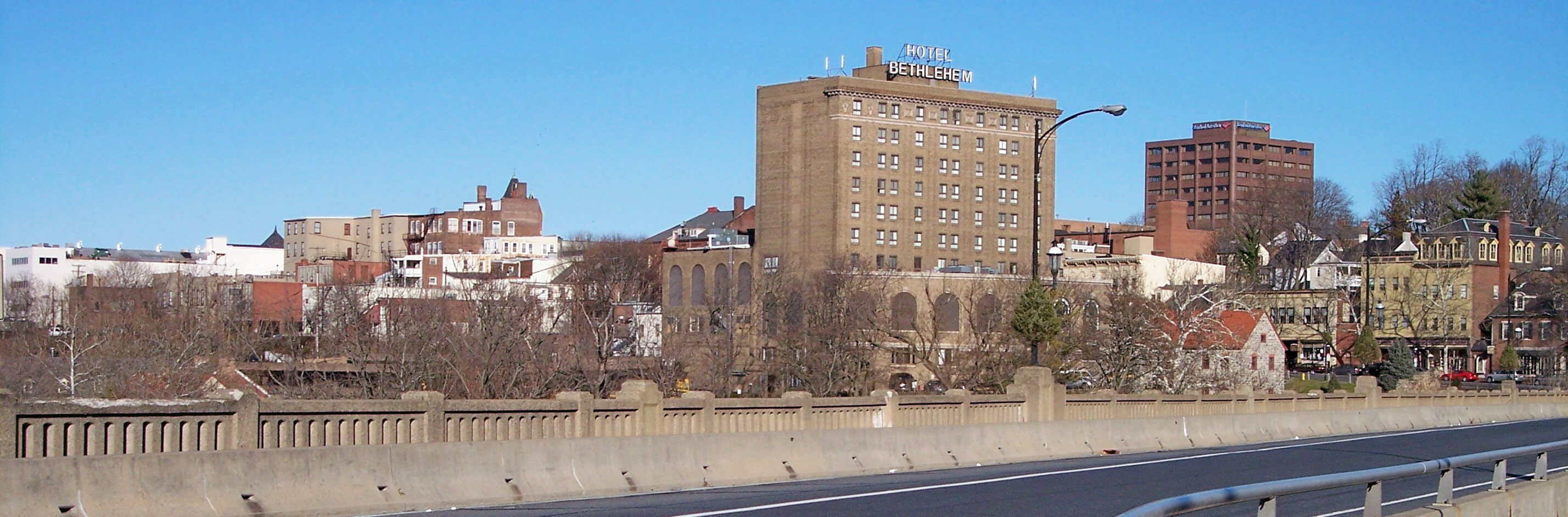
베슬리헴

베슬리헴(Bethlehem, IPA: [ˈbɛθlɪˌhɛm])은 미국 동부 펜실베이니아주의 동부 노샘프턴군에 있는 도시로 카운티 내 최대 도시다.
인구는 74,982명(2010)으로 펜실베이니아주 동부 리하이강 연안에 위치하며, 앨런타운과 인접해 있다. 체코의 모라바 출신 이민들이 종교의 자유를 위해 이주해 와서 처음 건설하였고, 지명은 예수의 출생지 베들레헴에서 따왔다. 그 후 강과 연결되는 운하가 개통되면서 공장이 들어섰고, 철도도 개통되면서 더욱 발전하게 되었다.
19세기 중엽 제철소가 설립되었고 이 제철소가 1904년 베슬리헴 철강사(Bethlehem Steel)로 발전하여, 베슬리헴은 미국의 대표적인 제철도시로 널리 알려졌었다. 그러나 외국 철강회사와의 경쟁에서 미국의 철강산업은 쇠퇴하였고, 이 도시의 제철소는 문을 닫았으며, 2003년에는 베슬리헴 철강사도 파산하여 시세도 다소 위축되었다.
지금은 제철 대신 다른 제조업이 널리 이루어지며, 앨런타운과 함께 리하이 강 유역 지대의 경제, 교육, 문화의 중심지로 되어 있다. 미국에서 가장 오래된 대학교중 하나인 모라비안 칼리지(Moravian College)와 동부의 명문 대학교로 꼽히는 리하이 대학교가 있고, 특히 음악 공연으로 알려져 음악 중심지로 유명하다. 모라비아 교회에서 바흐의 요한 수난곡이 미국에서 처음으로 연주되었고, 그를 계기로 매년 5월 바흐 축제가 열리게 되었다. 또 8월에도 음악제 'Musikfest'가 열린다.

## 인구
| 인구조사    | 인구   | Note  | %±     |
| ----------- | ------ | ----- | ------ |
| 1850년      | 1,516  |       | —      |
| 1860년      | 2,866  |       | 89.1%  |
| 1870년      | 4,512  |       | 57.4%  |
| 1880년      | 5,193  |       | 15.1%  |
| 1890년      | 6,762  |       | 30.2%  |
| 1900년      | 7,293  |       | 7.9%   |
| 1910년      | 12,837 |       | 76.0%  |
| 1920년      | 50,358 |       | 292.3% |
| 1930년      | 57,892 |       | 15.0%  |
| 1940년      | 58,490 |       | 1.0%   |
| 1950년      | 66,340 |       | 13.4%  |
| 1960년      | 75,408 |       | 13.7%  |
| 1970년      | 72,686 |       | −3.6%  |
| 1980년      | 70,419 |       | −3.1%  |
| 1990년      | 71,428 |       | 1.4%   |
| 2000년      | 71,329 |       | −0.1%  |
| 2010년      | 74,982 |       | 5.1%   |
| 2019 (추산) | 75,815 | [ 1 ] | 1.1%   |
| 출처:       |        |       |        |

## 기후
| Bethlehem의 기후          | Bethlehem의 기후 | Bethlehem의 기후 | Bethlehem의 기후 | Bethlehem의 기후 | Bethlehem의 기후 | Bethlehem의 기후 | Bethlehem의 기후 | Bethlehem의 기후 | Bethlehem의 기후 | Bethlehem의 기후 | Bethlehem의 기후 | Bethlehem의 기후 | Bethlehem의 기후 |
| 월                        | 1월              | 2월              | 3월              | 4월              | 5월              | 6월              | 7월              | 8월              | 9월              | 10월             | 11월             | 12월             | 연간             |
| ------------------------- | ---------------- | ---------------- | ---------------- | ---------------- | ---------------- | ---------------- | ---------------- | ---------------- | ---------------- | ---------------- | ---------------- | ---------------- | ---------------- |
| 역대 최고 기온 °F (°C)    | 72 (22)          | 76 (24)          | 87 (31)          | 94 (34)          | 97 (36)          | 100 (38)         | 105 (41)         | 105 (41)         | 99 (37)          | 93 (34)          | 81 (27)          | 72 (22)          | 105 (41)         |
| 일평균 최고 기온 °F (°C)  | 36 (2)           | 40 (4)           | 49 (9)           | 61 (16)          | 72 (22)          | 80 (27)          | 84 (29)          | 82 (28)          | 75 (24)          | 64 (18)          | 53 (12)          | 41 (5)           | 61 (16)          |
| 일평균 최저 기온 °F (°C)  | 19 (−7)          | 22 (−6)          | 29 (−2)          | 39 (4)           | 48 (9)           | 58 (14)          | 63 (17)          | 61 (16)          | 53 (12)          | 41 (5)           | 33 (1)           | 24 (−4)          | 41 (5)           |
| 역대 최저 기온 °F (°C)    | −16 (−27)        | −12 (−24)        | −5 (−21)         | 12 (−11)         | 29 (−2)          | 39 (4)           | 38 (3)           | 41 (5)           | 31 (−1)          | 19 (−7)          | 3 (−16)          | −9 (−23)         | −16 (−27)        |
| 평균 강수량 인치 (mm)     | 3.03 (77)        | 2.80 (71)        | 3.39 (86)        | 3.56 (90)        | 4.14 (105)       | 4.31 (109)       | 4.95 (126)       | 3.69 (94)        | 4.62 (117)       | 3.88 (99)        | 3.50 (89)        | 3.58 (91)        | 45.45 (1,154)    |
| 출처: The Weather Channel |                  |                  |                  |                  |                  |                  |                  |                  |                  |                  |                  |                  |                  |